# Séparation isotopique
La séparation isotopique est le processus qui consiste à augmenter la concentration des isotopes d'un élément chimique.

## Structure des noyaux atomiques
Les noyaux atomiques sont constitués de nucléons : Z protons et N neutrons, soit A=Z+N nucléons en tout. Pour garantir sa neutralité, l’atome doit entourer ce noyau d’un nuage d’exactement Z électrons, puisque proton et électron portent tous deux une charge électrique élémentaire, le premier positive, le second négative.
Or les propriétés chimiques de l’atome résultant dépendent essentiellement du nuage électronique, donc de Z. Deux noyaux de même Z, et de N - ou de A - différents coexistent dans l’élément chimique correspondant. On les appelle donc isotopes (du grec topos, la place) car ils occupent la même place dans la table de Mendeleïev.
Les propriétés nucléaires de deux isotopes différents d’un même élément chimique sont parfois fort différentes, et la plupart des applications de la physique nucléaire nécessitent donc une forme ou une autre de séparation de ces isotopes

## Principes de la séparation isotopique
Comme on ne peut guère se reposer sur les propriétés chimiques des corps pour séparer les isotopes, on a recours à des procédés physiques, qui font jouer à la masse un rôle important.
S’il s’agit de quantités microscopiques, notamment dans les problèmes d’analyse d’échantillons, on recourra souvent à la spectrométrie de masse, où l’on travaille essentiellement sur des atomes individuels.  Une des voies explorées lors du projet Manhattan utilisait cette technique. Une partie importante de l'uranium de la bombe Little Boy, lancée sur Hiroshima provenait des spectromètres de masse, nommés calutron, de l'usine Y-12 à Oak Ridge.
Pour les quantités pondérables, notamment en vue d’applications militaires ou de production d’énergie, les deux procédés couramment utilisés sont l’ultracentrifugation et la diffusion gazeuse pour l’enrichissement de l'uranium. Ces méthodes mettent en œuvre une cascade d’étapes dont chacune donne un enrichissement très faible, mais dont la succession en grand nombre permet d’atteindre le but recherché.
D'autres méthodes encore sont utilisées pour l'obtention d'eau lourde.

## Séparations isotopiques dans la nature
Les conditions ambiantes qui règnent lors de certains phénomènes naturels se traduisent par des variations de rapports isotopiques dans les dépôts ou les accumulations.
L'analyse de ces rapports est utilisée en paléoclimatologie pour déterminer les conditions climatiques passées.  Par exemple, le rapport d'oxygène 18 par rapport à l'oxygène 16 dans des carottes de glace donne des indications sur la température de l'atmosphère terrestre en des temps très reculés.  En astronomie, la spectroscopie permet de déterminer les rapports isotopiques de corps inaccessibles (comètes, etc.) et de déterminer si deux corps peuvent avoir une origine commune ou non.